# Monty Burnsův létající cirkus
Monty Burnsův létající cirkus (v anglickém originále Monty Burns' Fleeing Circus) je 1. díl 28. řady (celkem 597.) amerického animovaného seriálu Simpsonovi. Scénář napsali Tom Gammill a Max Pross a díl režíroval Matthew Nastuk. V USA měl premiéru dne 25. září 2016 na stanici Fox Broadcasting Company a v Česku byl poprvé vysílán 1. dubna 2017 na stanici Prima Cool.

## Děj
Simpsonovi jdou na procházku Springfieldem a spatří skupinu lidí, kteří zděšeně zírají na oblohu, protože zmizela socha pana Koblihy. Policie není schopna nic udělat, a tak se obyvatelé města dělí na stejně početné skupiny rabujících a nerabujících, díky čemuž nejsou způsobeny žádné škody. Brzy se Pekingská hutní a pekárenská společnost rozhodne provést rebranding a pořídí městu novou sochu. Socha má zanedlouho velký problém, protože odráží sluneční paprsky a město téměř úplně zdevastuje. Starosta Quimby slíbí, že město obnoví, ale protože se po šesti měsících nedostaví žádný pokrok, Simpsonovi požádají pana Burnse, aby rekonstrukci města financoval. Ten souhlasí s podmínkou, že v amfiteátru uspořádá show – „oslavu všeho krásného“.
Během konkurzu se Burnsovi vybaví vzpomínky na dobu, kdy byl ještě dítě a chystal se vystoupit na pódiu, kde roku 1913 probíhalo Vystoupení pidiamaterů. Později téhož dne zajde do Springfieldské základní školy hledat účinkující pro představení. Zanedlouho má problémy s otevřením klipu podložky na psaní, Líza mu pomůže a Burns se rozhodne ji najmout jako svou osobní asistentku. Na konkurzu má Burns další vzpomínky na své dětské vystoupení, které ukazují, že byl všem na míse pro smích a ani jeho matka ho nedokázala utěšit. Poté, co Líza nechtěně rozčílí Burnse, který si vzpomene na traumatickou událost, se rozhodne show zrušit. Líza se tedy začne se zajímat, co se mu stalo, a tak jí Smithers ukáže starou nahrávku jeho vystoupení, v níž se mu utrhly kšandy a spadly kalhoty. Když si je chtěl dát zpátky, spadlo mu i spodní prádlo, v důsledku čehož se mu všichni vysmáli. Později se Líze podaří přesvědčit Burnse, aby show uspořádal.
Mezitím se ve Springfieldské jaderné elektrárně zaměstnanci začnou chovat jako na koupališti, když je pan Burns zaměstnaný show v amfiteátru. Když se Homer chystá na žert, Marge mu připomene, že je jediným bezpečnostním inženýrem elektrárny a měl by být zodpovědný. Později se Homer pokusí vrátit zaměstnance zpět do práce, ale několik pytlů popcornu v reaktoru způsobí požár.
Ve Springfieldském amfiteátru jde všechno podle plánu, ale v závěru je vyruší něco, co vypadá jako ohňostroj, ve skutečnosti se ale jedná o výbuch elektrárny. Burns však nekončí, protože chce své vystoupení z dětství zopakovat, ale druhý pokus nedopadne o nic lépe, protože mu shoří kalhoty, a on se tak opět stane terčem posměchu jako tenkrát. Burns se na Lízu naštve, ale nakonec jí odpustí a nechá ji hrát na saxofon na pódiu před prázdným publikem, protože se konečně vypořádal s incidentem z dětství.
Líza se Homera zeptá, proč Simpsonovi mají vždycky smůlu, a on jí odpoví, že je to kvůli kletbě, kdy údajně jejich předkové nenechali Josefa a Marii zůstat u nich doma při narození Ježíše, Líza ale historce nevěří. 

## Produkce
Gaučový gag tohoto dílu je crossoverem s animovaným seriálem Čas na dobrodružství, kde je např. Bart v roli Finna a Homer v roli psa Jakea. Text znělky Času na dobrodružství byl odpovídajícím způsobem přepsán, přičemž tvůrce seriálu Pendleton Ward, který zpívá původní píseň, zazpíval v anglickém znění i parodickou verzi.

## Kulturní odkazy
Během varietního vystoupení předvedou Sherri a Terri trik s vodní nádrží, přičemž jedno z dvojčat vypadá mrtvě, zatímco její sestra se uklání, což je vizuální odkaz na sci-fi thriller Dokonalý trik z roku 2006.

## Přijetí

### Sledovanost
Monty Burnsův létající cirkus dosáhl ratingu 1,4 a sledovalo jej 3,36 milionu lidí, čímž se stal nejsledovanějším pořadem stanice Fox Broadcasting Company toho večera.

### Kritika
Díl získal od televizních kritiků smíšené hodnocení. Dennis Perkins z The A.V. Clubu udělil dílu hodnocení C s komentářem: „V komediích Simpsonových je prostor pro odvahu, dokonce i krutost, pokud je zasloužená. Monty Burnsův létající cirkus nosí svou bezstarostnou brutalitu a lenost jako nápis ‚Je to jen animovaný seriál.‘ “
Jesse Schedeen z IGN byl k epizodě také kritický, udělil jí 4,8 bodů z 10 a označil ji za „špatnou“. Napsal: „Sedmadvacátá řada Simpsonových nám připomněla, že seriál dokáže i tak dlouho od své zlaté éry pobavit, a dokonce najít momenty důležitosti a velkoleposti. To však až poté, co zmíněnou řadu odstartovala mimořádně slabá a neuspokojivá pilotní epizoda. Možná se z toho stane každoroční tradice začít špatně a pak se vypracovat? V tuto chvíli doufám, že tomu tak bude. Monty Burnsův létající cirkus nebyl tak urážlivě špatný jako loňský pilotní díl O čem muži sní, ale představil tento mnohaletý animovaný sitkom jako nejmdlejší a nejnepodařenější.“
Tony Sokol z Den of Geek však dílu udělil čtyři hvězdičky z pěti a uvedl: „Nechte na panu Burnsovi, aby po 28 řadách vrátil Simpsonovým život. Ten starý dědek má v sobě víc života než sám Satan. Proto dává dokonalý smysl, že s ním pokorní obyvatelé Evergreen Terrace uzavřou dohodu o financování opravy města po zničujícím odhalení nové sochy pana Koblihy. A vdechne mu nový život. Úvodní díl letošní řady působí svěže. Možná stejně svěže jako 20 řad, ale kdo to počítá? Od samotného úvodu, který do Springfieldu vnáší atmosféru Času na dobrodružství … Monty Burnsův létající cirkus je plný varieté, jaké tu nebylo asi od devátého dílu. Nebo přinejmenším roku 1913 na Vystoupení pidiamaterů. Herecké výkony jsou vynikající. Obzvlášť se mi líbí, jak celá rodina Simpsonových ujišťuje pana Burnse, že jeho pád padacími dveřmi byl skutečně bolestivý a nečekaný.“